# Astrid Stampe Feddersen
Astrid Stampe Feddersen, född 19 december 1852, död 16 april 1930, var en dansk feminist.
Stampe anslöt sig tidigt till kvinnorörelsen och var 1883–87 styrelseledamot i Dansk Kvindesamfund, tog verksam del i arbetet för kvinnosaken och författade småskrifterna Kvindesagen (1886, andra upplagan 1907) och Kan kvindesagen og sædelighedssagen skilles ad? (1888).
Stampe återvaldes 1903 som ledamot i styrelsen för ovannämnda förening, för vilken hon var ordförande 1913–18. År 1914 ledde hon det första nordiska kvinnosaksmötet i Köpenhamn och 1915 införandet av kvinnornas politiska rösträtt (hon hade 1908 utövat ett ej ringa inflytande på införandet av deras kommunala rösträtt). Slutligen upplevde hon, att 1924 års äktenskapslag säkrade hustruns rättsställning både vad gäller den gemensamma förmögenheten och barnen, en sak, som hon sedan 1885 hade omfattat med största värme. Således uppnåddes det mål, som hon 1887 hade formulerat med orden "Kvinnans likställdhet med mannen i familj, samhälle och stat". På sin 70-årsdag 1922 tilldelades hon förtjänstmedaljen i guld.
Stampe var dotter till länsbaron Henr. Stampe på Stampenborg, Nysø, och hade 1881 ingått äktenskap med assistenten i inrikesministeriet G. Feddersen (1848–1912), som 1895 blev amtman i Ringkjøbing Amt och 1903 stiftsamtman i Lolland-Falsters stift.